# Liste des épisodes de Ren et Stimpy
 (mars 2025).
Cet article liste les épisodes de Ren et Stimpy. Les épisodes sont initialement diffusés aux États-Unis le 11 août 1991 sur la chaîne télévisée Nickelodeon.

## Panorama des saisons
| Saison | Épisodes | Épisodes | Diffusion orignale | Diffusion orignale | Diffusion orignale | Sortie DVD        |
| Saison | Épisodes | Épisodes | Début de saison    | Fin de saison      | Service            | Sortie DVD        |
| ------ | -------- | -------- | ------------------ | ------------------ | ------------------ | ----------------- |
| Pilote | Pilote   | Pilote   | 21 décembre 1990   | 21 décembre 1990   |                    | 12 octobre 2004   |
| 1      | 6        | 6        | 11 août 1991       | 23 février 1992    | Nickelodeon MTV    | 12 octobre 2004   |
| 2      | 12       | 12       | 15 août 1992       | 23 mai 1993        | Nickelodeon MTV    | 12 octobre 2004   |
| 3      | 10       | 10       | 20 novembre 1993   | 30 juillet 1994    | Nickelodeon MTV    | 28 juin 2005      |
| 4      | 14       | 7        | 1er octobre 1994   | 3 décembre 1994    | Nickelodeon MTV    | 28 juin 2005      |
| 4      | 14       | 7        | 7 janvier 1995     | 1er avril 1995     | Nickelodeon MTV    | 20 septembre 2005 |
| 5      | 10       | 10       | 3 juin 1995        | 20 octobre 1996    | Nickelodeon MTV    | 20 septembre 2005 |
| 6      | 10       | 10       | 2025               | À venir            | Comedy Central     | À venir           |

## Liste des épisodes
| No                   | #             | Titre français                                          | Titre original                                            | Première diffusion                  | Code           |
| Pilote (1990)        | Pilote (1990) | Pilote (1990)                                           | Pilote (1990)                                             | Pilote (1990)                       | Pilote (1990)  |
| -------------------- | ------------- | ------------------------------------------------------- | --------------------------------------------------------- | ----------------------------------- | -------------- |
| 0                    | 0             | Le blues de la grande maison                            | Big House Blues                                           | 21 décembre 1990                    | R&S-001        |
| Saison 1 (1991-1992) |               |                                                         |                                                           |                                     |                |
| 1                    | 1             | Le grand jour de Stimpy ! Le grand numéro               | Stimpy's Big Day! The Big Shot!                           | 11 août 1991                        | RS-01A RS-01B  |
| 2                    | 2             | Robin Höek Stimpy infirmier                             | Robin Höek Nurse Stimpy                                   | 25 août 1991                        | RS-02A RS-02B  |
| 3                    | 3             | Dans l'espace Le garçon qui dit zut !                   | Space Madness The Boy Who Cried Rat!                      | 8 septembre 1991                    | RS-03A RS-03B  |
| 4                    | 4             | Chiens de feu Le petit géant                            | Fire Dogs The Littlest Giant                              | 29 septembre 1991 15 septembre 1991 | RS-04B RS-04A  |
| 5                    | 5             | Marronné Le monde sauvage                               | Marooned Untamed World                                    | 6 octobre 1991 10 novembre 1991     | RS-05A RS-05B  |
| 6                    | 6             | Le trou noir L'invention de Stimpy                      | Black Hole Stimpy's Invention                             | 23 février 1992                     | RS-06A RS-06B  |
| Saison 2 (1992-1993) |               |                                                         |                                                           |                                     |                |
| 7                    | 1             | Vive l'armée Le super héros                             | In the Army Powdered Toast Man                            | 15 août 1992                        | RS5-2B RS5-1B  |
| 8                    | 2             | La rage de dents Le meilleur ami de l'homme             | Ren's Toothache Man's Best Friend                         | 22 août 1992 Interdit               | RS5-2A RS5-1A  |
| 9                    | 3             | Complètement à l'Ouest ! Les vendeurs de têtons en cuir | Out West Rubber Nipple Salesmen                           | 29 août 1992                        | RS5-4B RS5-4A  |
| 10                   | 4             | Le cousin                                               | Sven Höek                                                 | 7 novembre 1992                     | RS5-3A         |
| 11                   | 5             | La maison hantée Coup de folie                          | Haunted House Mad Dog Höek                                | 21 novembre 1992                    | RS5-6B RS5-6A  |
| 12                   | 6             | Les bébés Une vie de chien                              | Big Baby Scam Dog Show                                    | 12 décembre 1992                    | RS5-9B RS5-3B  |
| 13                   | 7             | Le fils de Stimpy                                       | Son of Stimpy                                             | 13 janvier 1993                     | RS5-8          |
| 14                   | 8             | Singerie au zoo Un papa adoré                           | Monkey See, Monkey Don't! Fake Dad                        | 13 février 1993 27 février 1993     | RS5-13A RS5-5A |
| 15                   | 9             | Le Régiment Royal Canadien en Kilt                      | The Royal Canadian Kilted Yaksmen                         | 23 mai 1993                         | RS5-5B         |
| 16                   | 10            | Vive la nature Le chat aux poils d'or                   | The Great Outdoors The Cat That Laid the Golden Hairball  | 27 mars 1993 3 avril 1993           | RS5-13B RS5-9A |
| 17                   | 11            | C'est beau la gloire                                    | Stimpy's Fan Club                                         | 24 avril 1993                       | RS5-11B        |
| 18                   | 12            | Visite chez Anthony                                     | A Visit to Anthony                                        | 8 mai 1993                          | RS5-7A         |
| Saison 3 (1993-1994) |               |                                                         |                                                           |                                     |                |
| 19                   | 1             | Le produit miracle De bonnes joues                      | To Salve and Salve Not! A Yard Too Far                    | 20 novembre 1993                    | RS-301 RS-305  |
| 20                   | 2             | Des clowns pas tristes Artiste malgré lui               | Circus Midgets No Pants Today                             | 26 novembre 1993                    | RS-306 RS-302  |
| 21                   | 3             | De beaux pectoraux Pauvre Abraham                       | Ren's Pecs An Abe Divided                                 | 18 décembre 1993                    | RS-304 RS-310  |
| 22                   | 4             | Un beau dessin animé                                    | Stimpy's Cartoon Show                                     | 8 janvier 1994                      | RS-303         |
| 23                   | 5             | Un farceur attrapé Un grand pécheur                     | Jimminy Lummox Bassmasters                                | 19 février 1994                     | RS-309 RS-320  |
| 24                   | 6             | Retraite pour Ren                                       | Ren's Retirement                                          | 2 avril 1994                        | RS-311         |
| 25                   | 7             | Le nombril du monde Sur les routes                      | Jerry the Bellybutton Elf Road Apples                     | 9 avril 1994 12 mars 1994           | RS-321 RS-319  |
| 26                   | 8             | L'écossais malheureux                                   | Hard Times for Haggis                                     | 30 avril 1994                       | RS-308         |
| 27                   | 9             | Mangez mes biscuits Le demi-mal                         | Eat My Cookies Ren's Bitter Half                          | 4 juin 1994                         | RS-317 RS-313  |
| 28                   | 10            | L'antre du lummox                                       | Lair of the Lummox                                        | 30 juillet 1994                     | RS-327         |
| Saison 4 (1994-1995) |               |                                                         |                                                           |                                     |                |
| 29                   | 1             | La solitude de l'ermite                                 | Hermit Ren                                                | 1er octobre 1994                    | RS-314         |
| 30                   | 2             | La maison de l'avenir Un ami dans la tête               | House of Next Tuesday A Friend in Your Face!              | 8 octobre 1994                      | RS-312 RS-324  |
| 31                   | 3             | Voyage dans les entrailles Vive les bûcherons           | Blazing Entrails Lumberjerks                              | 15 octobre 1994                     | RS-307 RS-316  |
| 32                   | 4             | Stimpysaure La vie à la ferme                           | Prehistoric Stimpy Farmhands                              | 5 novembre 1994                     | RS-322 RS-315  |
| 33                   | 5             | Les fromages magiques Une journée noire                 | Magical Golden Singing Cheeses A Hard Day's Luck          | 12 novembre 1994                    | RS-404 Inconnu |
| 34                   | 6             | Le coup de foudre Super Toast Man contre la Gaufre      | I Love Chicken Powdered Toast Man vs. Waffle Woman        | 19 novembre 1994                    | RS-405 Inconnu |
| 35                   | 7             | Une vie de chien Beau jaune d'œuf                       | It's a Dog's Life Eggyölkeo                               | 3 décembre 1994                     | RS-408 RS-402  |
| 36                   | 8             | De vrais monstres Un écossais dans l'espace             | Double Header The Scotsman in Space                       | 7 janvier 1995                      | Inconnu RS-412 |
| 37                   | 9             | Sa majesté des fées Vacances à Hawaï                    | Pixie King Aloha Höek                                     | 14 janvier 1995                     | Inconnu        |
| 38                   | 10            | Ren l'insomniaque Une amitié brillante                  | Insomniac Ren My Shiny Friend                             | 21 janvier 1995                     | RS-416 RS-413  |
| 39                   | 11            | La ruée vers le fromage Les rois de la saucisse         | Cheese Rush Days Wiener Barons                            | 11 février 1995                     | Inconnu RS-415 |
| 40                   | 12            | La vie des éleveurs Ren a besoin d'aide !               | Galoot Wranglers Ren Needs Help!                          | 4 mars 1995                         | RS-420 RS-418  |
| 41                   | 13            | Un nez qui a de la voix Des gifles onéreuses            | Ol' Blue Nose Stupid Sidekick Union                       | 18 mars 1995                        | RS-401 RS-423  |
| 42                   | 14            | Superstitions Un voyage paradisiaque                    | Superstitious Stimpy Travelogue                           | 1er avril 1995                      | RS-421 RS-406  |
| Saison 5 (1995-1996) |               |                                                         |                                                           |                                     |                |
| 43                   | 1             | La dernière Vie Mangez de la viande                     | Terminal Stimpy Reverend Jack                             | 9 décembre 1995                     | RS-425 RS-419  |
| 44                   | 2             | Un week-end neigeux Un beau pénitencier                 | Big Flakes Pen Pals                                       | 18 novembre 1995                    | RS-422 RS-430  |
| 45                   | 3             | Les premiers dans l'espace Vendetta lucrative           | Space Dogged Feud for Sale                                | 3 juin 1995                         | RS-429 Inconnu |
| 46                   | 4             | Les poils du chat Les épaves de la ville                | Hair of the Cat City Hicks                                | 1er juillet 1995                    | RS-433 Inconnu |
| 47                   | 5             | De fiers chasseurs Une soirée de chiens                 | Bellhops Dog Tags                                         | 28 octobre 1995                     | Inconnu        |
| 48                   | 6             | Les vieux amis d'enfance Un dîner très chic             | School Mates Dinner Party                                 | 11 novembre 1995                    | RS-435 RS-436  |
| 49                   | 7             | Sawny et moi La dernière tentation                      | Sammy and Me The Last Temptation                          | 20 octobre 1996                     | RS-424 RS-440  |
| 50                   | 8             | Le petit clown Le cerveau parfait                       | Stimpy's Pet Ren's Brain                                  | 7 octobre 1995                      | RS-434 RS-414  |
| 51                   | 9             | Un âge ingrat À qui le tour ?                           | I Was a Teenage Stimpy Who's Stupid Now?                  | 4 novembre 1995                     | Inconnu RS-439 |
| 52                   | 10            | Joyeuses fêtes                                          | A Scooter for Yaksmas                                     | 16 décembre 1995                    | Inconnu        |
| Saison 6             |               |                                                         |                                                           |                                     |                |
| 53                   | 1             | Inconnu Inconnu                                         | Renhattan Table for Human Clear Toilet                    | À venir                             | Inconnu        |
| 54                   | 2             | Inconnu Inconnu                                         | Screentime Milk Pulp All About Log                        | À venir                             | Inconnu        |
| 55                   | 3             | Inconnu Inconnu                                         | Bad Stimpy The Mother of All Yaksmases Yucky the Mudman   | À venir                             | Inconnu        |
| 56                   | 4             | Inconnu Inconnu                                         | 2 Slow 2 Furious Keeping Your Roommate Happy              | À venir                             | Inconnu        |
| 57                   | 5             | Inconnu Inconnu                                         | Now Sea Here! A Stimpy Is Born Ask Dr. Stupid (Toxic)     | À venir                             | Inconnu        |
| 58                   | 6             | Inconnu Inconnu                                         | Aw Hell No! Squatters                                     | À venir                             | Inconnu        |
| 59                   | 7             | Inconnu Inconnu                                         | Hair Fairy Powdered Toast Man! The Movie Everything to Me | À venir                             | Inconnu        |
| 60                   | 8             | Inconnu Inconnu                                         | Stupid and Afraid I Dream of Stimpy                       | À venir                             | Inconnu        |
| 61                   | 9             | Inconnu Inconnu                                         | Renunion Plane and Simple Ask Dr. Stupid (Lemons)         | À venir                             | Inconnu        |
| 62                   | 10            | Inconnu Inconnu                                         | Journey to the Center of the Idiot Zen Ren                | À venir                             | Inconnu RS113B |